# Pomnik Solidarności w Łodzi
Pomnik Solidarności w Łodzi – pomnik drzewo Solidarności na Rondzie Solidarności w Łodzi.
Pomnik drzewo Solidarności odsłonięty został w 2005 roku na Rondzie Solidarności w Łodzi. Pomnik wykonany jest z metalu. Został zaprojektowany przez Jacka Ojrzanowskiego